# Damernas hopp i gymnastik vid olympiska sommarspelen 1976
Damernas hopp i gymnastik vid olympiska sommarspelen 1976 avgjordes den 18-22 juli i Montreal Forum.

## Medaljörer
| Gren          | Guld                     | Silver                                                       | Brons        |
| Damernas hopp | Nellie Kim Sovjetunionen | Ludmila Touristjeva Sovjetunionen Carola Dombeck Östtyskland | Ingen utsedd |

## Resultat

### Final
| Placering | Gymnast                   | C     | O     | Kval  | Final | Totalt |
| --------- | ------------------------- | ----- | ----- | ----- | ----- | ------ |
|           | Nellie Kim (URS)          | 9,800 | 9,900 | 9,850 | 9,950 | 19,800 |
|           | Ludmila Touristjeva (URS) | 9,800 | 9,800 | 9,800 | 9,850 | 19,650 |
|           | Carola Dombeck (GDR)      | 9,600 | 9,900 | 9,750 | 9,900 | 19,650 |
| 4         | Nadia Comăneci (ROU)      | 9,700 | 9,850 | 9,775 | 9,850 | 19,625 |
| 5         | Gitta Escher (GDR)        | 9,700 | 9,800 | 9,750 | 9,800 | 19,550 |
| 6         | Márta Egervári (HUN)      | 9,700 | 9,700 | 9,700 | 9,750 | 19,450 |